# صليب
الصليب هو عبارة عن شكل هندسي رياضي يتكون من خطين مستقيمين عمودي وأفقي يتقاطعان بشكل متعامد على بعضيهما البعض بحيث تقسم إحداها على الأقل الآخرى إلى نصفين متساويين. يعدّ الصليب من أقدم الرموز في الحضارة الإنسانية، ويستخدم في العديد من الديانات مثل المسيحية.

## أصل التسمية

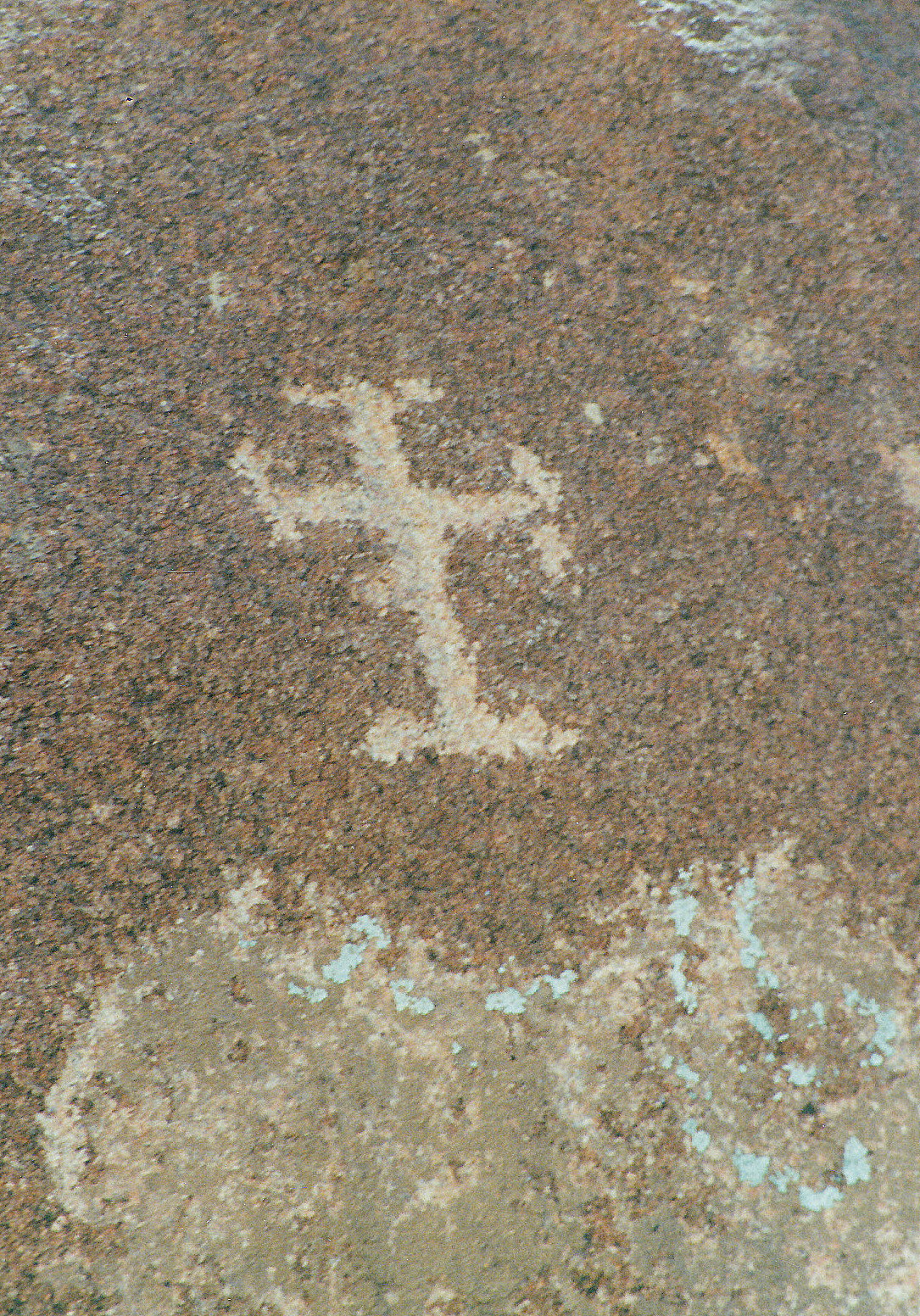
رمز الصليب منحوت في دير قبطية بمصر.

اشتق اسم الصليب في اللغة العربية من الكلمة الآرامية «صليبا» (بالعبرية: צְלִיבָא) (بالسريانية: ܨܠܻܝܒܳܐ) المشتقة بدورها من الكلمة الأكادية «صَلَاپُ» (بالأكادية: 𒁇) ومعناها حرفياً باللغة العربية «لشطب» أو «لتضليل» أو «أن يعطي صعوبة أو يعوج» أو «لا أن يكون سهلاً أو مستقيماً».

## التاريخ

شكل الصليب المستخدم في الثقافة المسيحية الأوروبية.

أصبح الصليب بشكله الحالي (كروكس، ستاوروس "وتد، المشنقة")، كما يمثله الحرف اللاتيني T، شعاراً جديداً للمسيحية منذ القرن الثاني الميلادي عقب انفصالها عن اليهودية.

## في المسيحيَّة

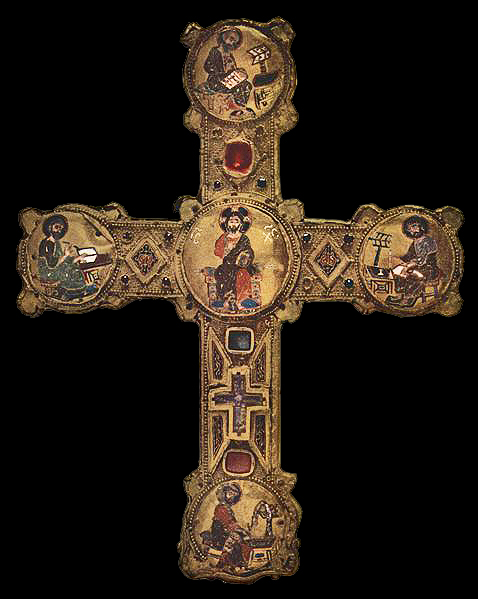
صليب مسيحي مزخرف.

الصليب المسيحي هو أبرز وأكثر رموز الديانة المسيحية شهرًة. والذي يشير لعمل يسوع الفدائي وفقًا للعقائد المسيحية؛1كو 1:18] الأشكال الأساسية للصليب هو الصليب اللاتيني (✝)، والصليب اليوناني (✚)، مع العديد من الأشكال المتنوعة المستخدمة في شعارات النبالة وفي مختلف التقاليد الثقافية المسيحية.
تضفي المسيحية هالة من القدسية على عدد من الرموز كالصليب استنادًا إلى ما ورد في الرسالة الأولى إلى كورنثس 18/1 و الرسالة الأولى إلى كورنثس 22/1 إضافة إلى الرسالة إلى غلاطية 1/3، وقد وردت كلمة صليب في العهد الجديد 27 مرة في حين ورد فعل الصلب 46 مرة؛ تعتبر اللبرومة أيضًا من الرموز المسيحية المقدسة وكان الإمبراطور قسطنطين أول من قام بادخالها تحت شعار ”بهذه العلامة تنتصر“، هناك أيضًا السمكة المسيحية التي استخدمتها الأجيال الأولى للدلالة بشكل سري على اسم يسوع خوفًا من الاضطهادات، يعد رمز الألف والياء من الرموز المسيحية المقدسة في الإشارة إلى يسوع استنادًا إلى ما ورد في رؤيا يوحنا 8/2.

## طريقة الصلب
يمكننا أن نتعرف عليها عن طريق الاكتشافات الأثرية فقد كشف فريق من الأثريين صيف 1968 عن أربعة قبور يهودية في «رأس المصارف» بالقرب من القدس، وكان أحدها يحتوي على صندوق به هيكل عظمي لشاب توفي مصلوبا ويرجع تاريخه إلى ما بين 7، 66 ميلادي. كما تدل عليه الأواني الفخارية من عصر الهيرودسيين التي وجدت في القبر ومنقوش على الصندوق اسم «يوحانان». وقد أُجريت أبحاث دقيقة عن أسباب وطبيعة موته، مما قد يلقي بعض الضوء على كيفية صلب يسوع المسيح.
كان ذراعا الرجل مسمرتين إلى خشبة الصليب. والأرجح أن ثقل الجسم كان يرتكز عند العجز على قطعة من الخشب بارزة مثبتة إلى قائم الصليب. وكانت الساقين منحنيتين عند الركبتين إلى الخلف، والكاحلان مثبتين بمسمار واحد إلى قائم الصليب. وقد ثبت من شظية وجدت من بقايا الصليب، أنه كان مصنوعاً من خشب الزيتون. وكانت الساقين مكسورتين بضربة عنيفة مثلما حدث مع اللصين الذين صلبا مع يسوع (يو 19: 32).
ويبدو أن طريقة الصلب كانت تختلف من منطقة إلى أخرى في الإمبراطورية الرومانية الواسعة. ويبدو أن العملية كانت من القسوة والفظاعة حتى استنكف كُتَّاب ذلك العصر من إعطاء وصف تفصيلي لها، فكانت تعتبر من أقصى وأبشع وسائل العقاب. ولكن الرب وضع نفسه وأطاع حتى الموت، موت الصليب (في 2: 8).

## دول تستخدم شعار الصليب في أعلامها

مجموعة مختارة من أعلام الصليب الشمالي المستخدم في دول شمال أوروبا، من اليسار إلى اليمين
الصف العلوي: آيسلندا، جزر فارو، جزر أوركني، جزر شتلاند، النرويج، السويد، جزر أولاند، فنلندا;
الصف السفلي: الدنمارك، سكانيا.

يصف مصطلح علم صليب الشمال الأعلام والرايات التي تحمل تصميم ما يسمى الصليب الشمالي أو الإسكندنافي، حيث يمثل العلم رمز الصليب في حقل مستطيل. أقدم هذه الأعلام كان علم الدنمارك.
وقد اعتمدت كل من بلدان دول الشمال هذه الأعلام في العصر الحديث، وكثيرًا ما يدعى أيضًا علم الصليب الإسكندنافي لإستخدام الدول الإسكندنافية الصليب الشمالي في أعلامها الوطنية. يرمز الصليب إلى الصليب المسيحي، ويستمد العلم تصميمه من تصاميم تعود للقرن الثالث عشر أثناء الحروب الصليبية.